# Pawel Wassiljewitsch Annenkow

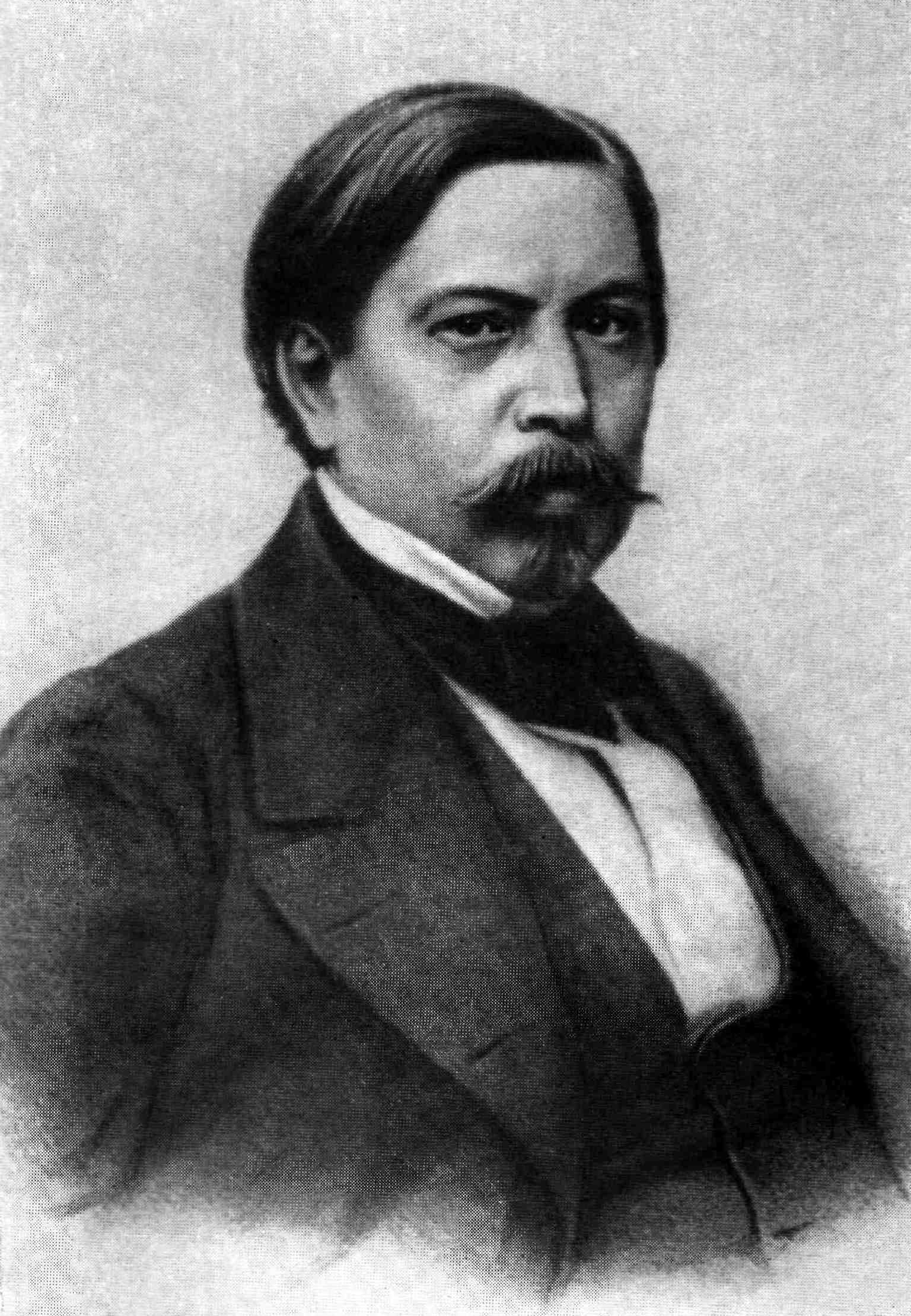
Pawel Annenkow

Paul Wassiljewitsch Annenkow (russisch Па́вел Васи́льевич А́нненков; * 19. Junijul. / 1. Juli 1813greg. in Moskau; † 8. Märzjul. / 20. März 1887greg. in Dresden) war ein russischer Gutsbesitzer, Publizist sowie Herausgeber der Werke Alexander Puschkins (7 Bände, Petersburg 1855–1857), mit Anmerkungen und Materialien zu dessen Biografie, wozu er selbst einen Zeitabschnitt bearbeitete.

## Leben
Auf seinen langen Auslandsreisen lernte Annenkow auch Karl Marx kennen, der an ihn von Ixelles aus am 28. Dezember 1846 einen Brief (MEW 4, 547–557) schrieb, in welchem er ein damals aktuell erschienenes Buch von Pierre-Joseph Proudhon besprach.

## Werke
- Alexander Sergejewitsch Puschkin: Materialien zu seiner Biographie (Petersburg 1873)
- Alexander Sergejewitsch Puschkin in der Epoche Alexanders I. (Petersburg 1874)
- Reisebriefe über Westeuropa (in den Vaterländischen Annalen)
- Provinzialbriefe (im Zeitgenossen)
- Korrespondenz und Biographie Stankewitschs (Moskau 1863)
- Erinnerungen und kritische Skizzen (3 Bände. Petersburg 1877–1881)
- J. Z.: Eine russische Stimme über Karl Marx. In: Die Neue Zeit. Revue des geistigen und öffentlichen Lebens, 1883, 1, Heft 5, S. 236–241. fes.de